# Tagajõe
Koordinaten: 59° 4′ N, 27° 3′ O
Tagajõe ist ein Dorf (estnisch küla) in der Landgemeinde Alutaguse (bis 2017 Tudulinna). Es liegt im Kreis Ida-Viru (Ost-Wierland) im Nordosten Estlands.

## Beschreibung
Das Dorf hat 11 Einwohner (Stand 1. Januar 2011).
Es liegt am Fluss Tagajõgi, der im Tudu-See nördlich von Tagajõe entspringt. Der Tagajõgi ist der größte Nebenfluss des Rannapungerja (Rannapungerja jõgi).